# Angelo Cattaneo
Angelo Cattaneo (Rho, 21 marzo 1915 – Siena, 19 marzo 1990) è stato un calciatore italiano, di ruolo ala.

## Carriera
Giocò per quattro stagioni in Serie A, per la precisione una con il Genova 1893 e tre con il Livorno.